# 马赞加尔布
马赞加尔布（法語：Mazingarbe，法語發音：[mazɛ̃ɡaʁb]）是法国上法蘭西大區加来海峡省的一个市镇，属于朗斯区。

## 地理
马赞加尔布（50°28'23"N, 2°43'5"E）面积10.29 平方千米，位于法国上法蘭西大區加来海峡省，该省份为法国北部沿海省份，西北濒北海，南至索姆省，东临北部省。
与马赞加尔布接壤的市镇（或旧市镇、城区）包括：阿讷坎、比利莱米讷、格勒奈、拉布尔斯、洛斯昂戈埃勒、讷莱米讷、努瓦耶勒-莱韦尔梅勒、萨伊拉布尔斯、桑昂戈埃勒、韦尔梅勒。

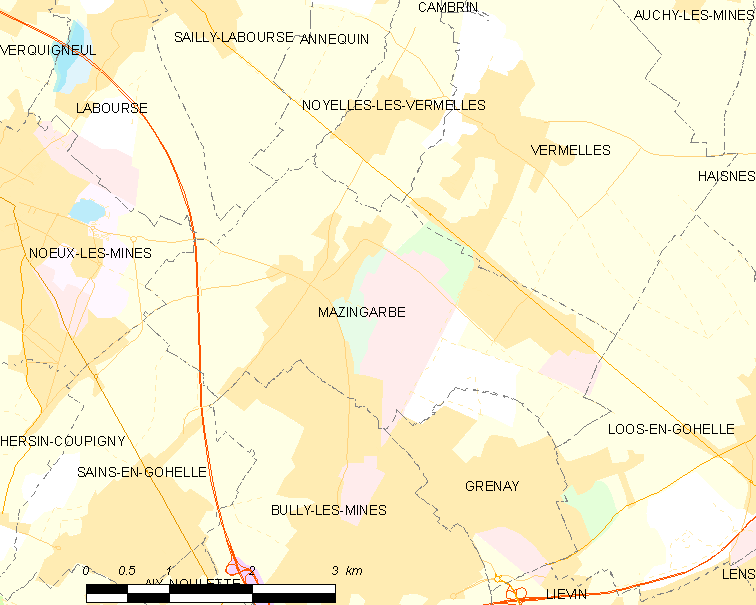
马赞加尔布的OSM定位图

马赞加尔布的时区为UTC+01:00、UTC+02:00（夏令时）。

## 行政
马赞加尔布的邮政编码为62670，INSEE市镇编码为62563。

## 政治
马赞加尔布所属的省级选区为比利莱米讷县。

## 人口

1962-2008年间马赞加尔布人口变化图示

马赞加尔布于2022年1月1日时的人口数量为8164人。